# Gustavo Manuel Larrazábal
Gustavo Manuel Larrazábal CMF (ur. 31 stycznia 1961 w San José) – argentyński duchowny katolicki, biskup pomocniczy San Juan de Cuyo w latach 2022-2023 i od 2024, biskup nominat Mar del Plata w latach 2023-2024. 

## Życiorys
Święcenia kapłańskie przyjął 20 lipca 1996 w zgromadzeniu klaretynów. Był m.in. wikariuszem prowincjalnym, prefektem ds. ekonomicznych, a także delegatem ds. życia konsekrowanego w archidiecezji Mendoza.
26 marca 2022 papież Franciszek mianował go biskupem pomocniczym archidiecezji San Juan de Cuyo oraz biskupem tytularnym Buslaceny. Sakry udzielił mu 18 czerwca 2022 arcybiskup Jorge Eduardo Lozano.
13 grudnia 2023 papież Franciszek przeniósł go na urząd biskupa diecezji Mar del Plata. 
17 stycznia 2024 papież Franciszek przyjął jego rezygnację z urzędu biskupa diecezjalnego Mar del Plata i mianował z powrotem na poprzednią funkcję i diecezję tytularną. 